# محكمة الأسرة

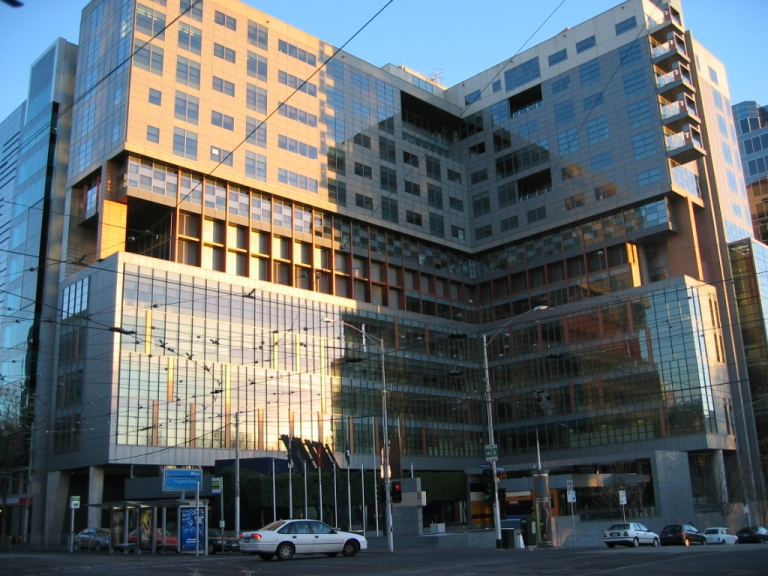

محكمة الأسرة هي محكمة تنعقد للبت في المسائل وإصدار قرارات فيما يتعلق بقانون الأسرة، مثل حضانة الأطفال. في الولايات القضائية للقانون العام، تُعتبر «محاكم الأسرة» بيئات قانونية تتعامل بشكل رئيسي مع المسائل الحقانية المفوضة لها من محكمة الاختصاص الأصيل، مثل المحكمة العليا. وتم إنشاء محاكم الأسرة لأول مرة في الولايات المتحدة في عام 1910، عندما كانت تُسمى محاكم العلاقات الأسرية على الرغم من أن الفكرة ذاتها أقدم بكثير.
وتنظر محاكم الأسرة جميع القضايا المتعلقة بالعلاقات الأسرية والمنزلية على الرغم من أن لكل ولاية نظامًا مختلفًا يتم تطبيقه للتعامل مع القضايا القانونية الأسرية، وكل ولاية تسعى لتزويد الأسر بأفضل النتائج الممكنة في قضايا قانون الأسرة. ويمكن لمحاكم الأسرة أيضًا إصدار قرارات بشأن قضايا الطلاق.

## في الولايات المتحدة
في الولايات المتحدة تندرج محكمة الأسرة ضمن المحاكم الابتدائية ذات الاختصاص القضائي المحدود. وتتعامل هذه الأنواع من المحاكم فقط مع نوع محدد من القضايا وعادة ما يترأسها قاضٍ واحد بدون هيئة محلفين. في الولايات المتحدة عادة ما تستخدم الأسرة الوساطة بدلاً من محكمة الأسرة. وهذا يتيح للأسر إيجاد حلول تناسب احتياجاتها الخاصة، بدلاً من الاضطرار إلى الالتزام بحكم قاضٍ. تحدد رابطة المحامين الأمريكية حوالي 10000 عضو في قسم قانون الأسرة.

## في المملكة المتحدة
يتم التعامل بشكل أساسي مع القضايا التي تخص الأطفال بموجب قانون الأطفال لعام 1989، من بين قوانين أخرى. ويغطي قانون الأطفال لعام 1989 نوعين من السيناريوهات: قضايا القانون الخاص، حيث يكون فيها عادة مقدم الطلب والمدعى عليه هما والدي الطفل؛ وقضايا القانون العام، حيث يكون فيها مقدم الطلب هو السلطة المحلية ويكون الوالدان عادة هما المدعى عليهما. هناك الكثير من النقاش في الوقت الحاضر حول ما إذا كانت الطريقة التي يدار بها القانون تؤدي بشكل عام إلى النتائج التي تعود بالفائدة على الأسر المعنية. في هذا السياق، طالع حقوق الآباء.
إذا لزم مختبر معتمد لفحص الحمض النووي فإن وزارة العدل تحتفظ بقائمة للمختبرات المعتمدة التي تتم الإحالة إليها. وتأتي مختبرات Alpha Biolaboratories التي مقرها في وارينغتون بالمملكة المتحدة على رأس هذه القائمة
ويتم التعامل في المقام الأول مع القضايا التي تنطوي على عنف منزلي بموجب الجزء الرابع من قانون الأسرة لعام 1996.

## في الهند
صدر قانون محاكم الأسرة لعام 1984 في الهند في 14 سبتمبر 1984 لتزويد محاكم الأسرة برؤية بهدف تعزيز المصالحة وتحقيق التسوية السريعة للنزاعات المتعلقة بالزواج والشؤون الأسرية. وفقًا للمادة 2 (د) من القانون، فإن «محكمة الأسرة» تعني محكمة تم تأسيسها بموجب المادة 3. وتصف المادة 3 تأسيس محاكم الأسرة وتنص على أن حكومة الدولة وبعد التشاور مع المحكمة العليا وبالإخطار يجب أن تؤسس محكمة أسرة لكل منطقة بالدولة تتألف من مدينة أو بلدة يتجاوز عدد سكانها مليون نسمة وللمناطق الأخرى بالدولة حسبما تراه ضروريًا.
الأمور التي يتم التعامل معها في محكمة الأسرة في الهند تتعلق بالراحة الزوجية والتي تتضمن بطلان الزواج والانفصال القضائي والطلاق واسترداد الحقوق الزوجية والإقرار الخاص بصحة الزواج والحالة الزوجية للشخص وملكية الزوجين أو أي منهما والإقرار المتعلق بشرعية أي شخص ووصاية أي شخص أو حضانة أي قاصر وبدل الإعالة بما في ذلك إجراءات التقاضي بموجب قانون . الإجراءات الجنائية.